# Mihael Petrovič
Mihael Petrovič, slovenski veteran vojne za Slovenijo, * 1938, Hervet Dorsten, Vestfalija, Nemčija.

## Odlikovanja in nagrade
Po poklicu je zobozdravnik.
Leta 2005 je prejel častni znak svobode Republike Slovenije z naslednjo utemeljitvijo: »za izjemne zasluge pri uveljavljanju in obrambi samostojnosti in suverenosti Republike Slovenije«.
Leta 2010 je postal častni občan Občine Kočevje, katere župan (predsednik Skupščine občine) je bil od 1990 in med osamosvojitvijo Slovenije v začetku 90. let.